# MusicBrainz
MusicBrainz er et projekt hvis mål er at skabe en åben musik database. MusicBrainz minder om freedb projektet, som blev oprettet som svar på de restriktioner som blev pålagt CDDB. 